# Elgin Gould
Elgin Ralston Lovell Gould, född den 15 augusti 1860 i Ottawa i Ontario, död den 18 augusti 1915 i Cartier i Ontario, var en kanadensisk sociolog.
Gould blev filosofie doktor vid Johns Hopkinsuniversitetet i Baltimore 1886 och var professor vid universitetet i Chicago 1895-96. Han blev 1896 president för City and Suburban Homes Company i New York, ett företag med delvis filantropiskt syfte, och deltog även i andra rörelser med liknande ändamål i samma stad.
I sociala frågor utgav han skrifterna Housing of the Working People, Public Control of the Liquor Traffic, The Gothenburg System of Liquor Traffic, The Social Condition of Labour, Civic Reform and Social Progress.